# Fontarèches
Fontarèches är en kommun i departementet Gard i regionen Occitanien i södra Frankrike. Kommunen ligger i kantonen Lussan som tillhör arrondissementet Nîmes. År 2022 hade Fontarèches 255 invånare.

## Befolkningsutveckling
Antalet invånare i kommunen Fontarèches
Referens:INSEE